# Phylica debilis
Phylica debilis är en brakvedsväxtart som beskrevs av Christian Friedrich Frederik Ecklon och Zeyh.. Phylica debilis ingår i släktet Phylica och familjen brakvedsväxter. Utöver nominatformen finns också underarten P. d. fourcadei.